# 眼斑水龟
眼斑水龟（学名：Sacalia bealei）又名眼斑龜，为地龜科眼斑龟属的爬行动物。分佈中國,越南，在中国大陆，分布于东南部、香港、海南、西至贵州等地，一般生活于低山、丘陵山涧溪流或沟渠中，水流缓慢，水质较清澈的地方，也见于稻田、水塘等处。该物种的模式产地在中国。

## 保育狀況
- 其被列為《瀕危野生動植物種國際貿易公約》附錄二的物種，被限制出口及貿易。
- 中国国家二级保护动物。